# ノーウォーク (コネチカット州)
ノーウォーク（英: Norwalk）は、アメリカ合衆国コネチカット州のフェアフィールド郡にある都市。人口は9万1184人（2020年）であり、州内で第6位の都市である。ニューヨーク都市圏に含まれる。
「ノーウォーク」という名前は当初 "Norwaukee" という綴りであり、その由来は不明である。アルゴンキン語の「土地の地点」を意味する noyank から派生した可能性がある。インディアンの酋長の名前と考えられる "Naramauke" から変化した可能性もある。
昔から牡蠣の養殖がノーウォークの重要な産業であり、「オイスター・タウン」という綽名もあった。毎年9月に牡蠣祭を開催している。

## 歴史

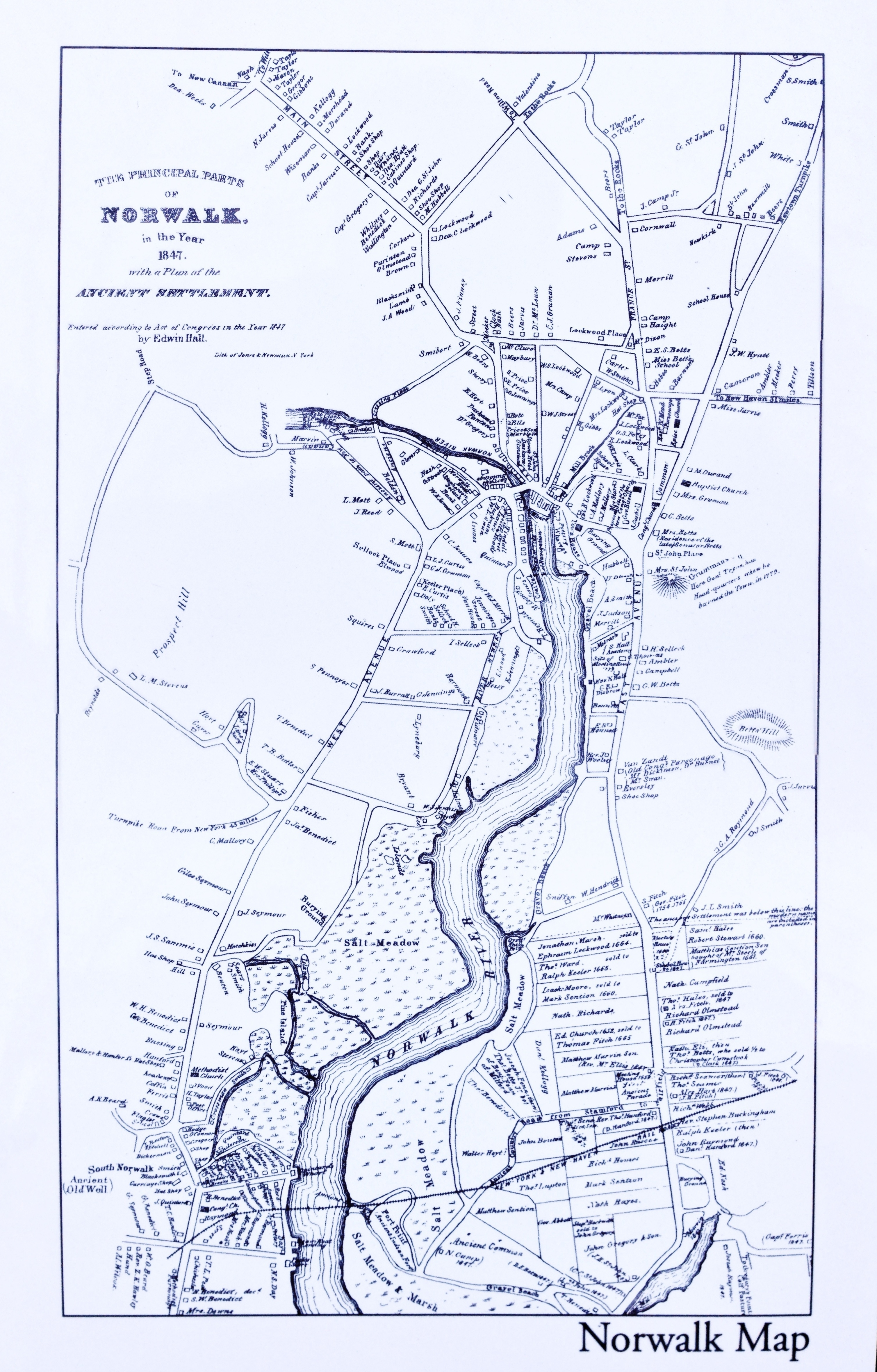
1847年の地図

1640年、ロジャー・ルドロウがノーウォークの土地を購入した。最初に購入した範囲にはノーウォーク川とソーガタック川の間、海岸から「1日の歩行」範囲が含まれていた。1651年9月11日には町として認証された。
アメリカに伝わる『ヤンキードゥードゥル』の歌の発生にはノーウォークが関わっていた。フレンチ・インディアン戦争の時、トマス・フィッチ大佐が率いたノーウォーク出身の連隊がニューヨーク州クレイロ砦に到着した。イギリス軍の連隊が、制服に鶏の羽を付けただけのみすぼらしいコネチカットの部隊を冷笑し始めた。イギリス軍軍曹のリチャード・シャックバーグが、当時広まっていた子守唄「ラッキー・ロケット」に言葉を付け加えた。すなわち「帽子に羽を刺してそれをマカロニと呼んだ」というものであり、マカロニは当時めかしたダンディを意味するロンドンの俗語だった。
1776年、アメリカのスパイだったネイサン・ヘイルがノーウォークから船で情報収集任務に出発したが、イギリス軍に捕まって処刑された。
ウィリアム・トライアン将軍の指揮するイギリス軍が1779年7月10日にノーウォークに到着し、町をほとんど完璧に破壊した。僅か6軒の家屋のみが助かった。アメリカ独立戦争後、多くの住人はその損失に対する補償として、コネチカット西部保留地に無償の土地払下げを受けた。そこは現在オハイオ州にあり、町はオハイオ州ノーウォークとなっている。
1849年、ノーウォークを通るニューヨーク・アンド・ニューヘイブン鉄道が運行を始めた。1852年、ダンベリー・アンドノーウォーク鉄道がノーウォークとダンベリーを繋いだ。どちらの鉄道もその後にニューヨーク・ニューヘイブン・アンド・ハートフォード鉄道の一部となった。1853年、列車がノーウォーク川に飛び込むという、国内でも最初期の大きな鉄道橋事故が起こった。46人が死亡し、約30人が負傷した。
ノーウォークでの牡蠣養殖は19世紀後半から20世紀初めに最盛期を迎えた。1880年までに世界最大の蒸気船の牡蠣船隊があった。
ノーウォークは1836年にボロとして再度法人化され、さらに1893年に市になり、1913年には町と統合された。このことで市章には1913年の表示が入っている。
1970年代半ば、市政府と幾つかの地方組織が南ノーウォーク事業地区の再生化を試み、成功させた。その一部として、ノーウォーク海洋水族館が設立された。

## 地理
アメリカ合衆国国勢調査局に拠れば、市域全面積は36.3平方マイル (94 km2)であり、このうち陸地22.8平方マイル (59 km2)、水域は13.5平方マイル (35 km2)で水域率は37.42%である

### 地区
ノーウォークは24の地区で構成されている。
| - ブロードリバー - ブルックサイド - 中央ノーウォーク/中心街/ミッドタウン - 東ノーウォーク - 西ノーウォーク - クランべりー - シルバーマイン - スプリングヒル - ウルフピット | - ウォールストリート - ウィニポーク - ウィルソンポイント - ウッドワード - リード・パットナム - ハーバービュー - ホスピタルヒル - ウッズポンド - ザ・グリーン | - ウェストメイン - ウェストロックス - メインアベニュー - ローウェイトン - 南ノーウォーク - ノーウォークアイランズ - ハーバービュー - ビレッジクリーク - ショアフロントパーク |

### 隣接する町
ノーウォークの東はウェストポート、北はウィルトン、北西はニューケイナン、西はダリーンの各町に接し、南はロングアイランド湾である。

## 気候
ノーウォークはコネチカット州の海岸部にある他の町と同様に、北は寒い湿潤大陸性気候（ケッペンの気候区分 "Dfa"）、南はより温暖な温帯湿潤気候（同 "Cfa"）の間の幅広い遷移地帯にある。コネチカット州海岸部、ニューヨーク市ロングアイランド、ニュージャージー州北部はこれら2つの気候区分の境界線上にある。
暖かい季節は5月下旬から10月中旬である。暖かく湿度が高いことの多い気象は、最高気温が80°F (27 ℃)台、最低気温が60°F (16 ℃)台であるのが普通である。暑い月（6月から8月）は夕方に雷雨が多いが、概して日照が多い。冷涼あるいは寒冷な季節は11月下旬から3月半ばであり、最高気温は40°F (4 ℃)近く、最低気温は20°F (-7 ℃)台後半である。冬の気象は海岸部に沿って夏よりも変わりやすく、最高気温が50°F (10 ℃)台前半の晴れた日もあれば、寒くて風の強い日もあり、時として雪が降る。コネチカット海岸部の大半や隣のロングアイランドと同様に、冬の降水は雨、もしくは雨と湿った雪の混合である。年間平均して約30インチ (76 cm) の降雪があり（ブリッジポートのデータ）、コネチカット州内陸部やニューヨーク州南部の値の約半分である。例えばハートフォードでは45インチ (114 cm)、オールバニでは61インチ (155 cm) の降雪がある。
稀にではあるが熱帯性サイクロン（ハリケーンや熱帯低気圧）がコネチカットとノーウォーク地域を襲うことがあった。1903年、1938年、1944年、1954年、1960年、1985年にはハリケーンがコネチカット海岸に上陸した。2011年の熱帯低気圧アイリーンもコネチカット海岸にそこそこの被害を与え、2012年のハリケーン・サンディはニュージャージー州で上陸した後に被害を及ぼした。
コネチカット海岸部は幅広い遷移地域にあるので、いわゆる「亜熱帯指標」の植物や広葉常緑樹が栽培できる。例えばミナミモクレン、ハリヤシ、シュロ、テーダマツ、サルスベリが民間や公共の庭園で育てられている。国立測候所の30年間データに拠れば、年間平均94日の氷点下以下の日があり、メリーランド州ボルチモアや、ニューメキシコ州アルバカーキとほぼ同じである。
| ノーウォークの気候        | ノーウォークの気候 | ノーウォークの気候 | ノーウォークの気候 | ノーウォークの気候 | ノーウォークの気候 | ノーウォークの気候 | ノーウォークの気候 | ノーウォークの気候 | ノーウォークの気候 | ノーウォークの気候 | ノーウォークの気候 | ノーウォークの気候 | ノーウォークの気候 |
| 月                        | 1月                | 2月                | 3月                | 4月                | 5月                | 6月                | 7月                | 8月                | 9月                | 10月               | 11月               | 12月               | 年                 |
| ------------------------- | ------------------ | ------------------ | ------------------ | ------------------ | ------------------ | ------------------ | ------------------ | ------------------ | ------------------ | ------------------ | ------------------ | ------------------ | ------------------ |
| 最高気温記録 °F （°C）    | 68 (20)            | 71 (22)            | 79 (26)            | 95 (35)            | 97 (36)            | 97 (36)            | 103 (39)           | 97 (36)            | 99 (37)            | 89 (32)            | 77 (25)            | 66 (19)            | 103 (39)           |
| 平均最高気温 °F （°C）    | 37 (3)             | 39 (4)             | 48 (9)             | 60 (16)            | 70 (21)            | 79 (26)            | 84 (29)            | 82 (28)            | 75 (24)            | 64 (18)            | 52 (11)            | 42 (6)             | 61 (16.3)          |
| 平均最低気温 °F （°C）    | 23 (−5)            | 25 (−4)            | 31 (−1)            | 41 (5)             | 51 (11)            | 60 (16)            | 66 (19)            | 65 (18)            | 58 (14)            | 46 (8)             | 38 (3)             | 28 (−2)            | 44.3 (6.8)         |
| 最低気温記録 °F （°C）    | −15 (−26)          | −7 (−22)           | −2 (−19)           | 17 (−8)            | 30 (−1)            | 34 (1)             | 45 (7)             | 41 (5)             | 31 (−1)            | 17 (−8)            | 14 (−10)           | −9 (−23)           | −15 (−26)          |
| 降水量 inch （mm）        | 4.20 (106.7)       | 3.03 (77)          | 4.33 (110)         | 4.37 (111)         | 4.36 (110.7)       | 3.94 (100.1)       | 3.83 (97.3)        | 3.89 (98.8)        | 4.54 (115.3)       | 3.89 (98.8)        | 4.04 (102.6)       | 3.96 (100.6)       | 48.38 (1,228.9)    |
| 出典：The Weather Channel |                    |                    |                    |                    |                    |                    |                    |                    |                    |                    |                    |                    |                    |

## 人口動態
以下は2010年国勢調査による人口統計データである。
基礎データ
- 人口: 85,603 人

人種別人口構成
- 白人: 69%
- アフリカン・アメリカン: 14.2%
- アジア人: 4.8%
- その他の人種（ネイティブ・アメリカンと太平洋諸島系を含む）: 9.4%
- 混血: 2.8%
- ヒスパニック・ラテン系: 12.7%

以下は2000年国勢調査による人口統計データである。
| 基礎データ - 人口: 82,951 人 - 世帯数: 32,711 世帯 - 家族数: 20,967 家族 - 人口密度: 1,404.1人/km2（3,637.3人/mi2） - 住居数: 33,753 軒 - 住居密度: 571.3軒/km2（1,480.0軒/mi2） 人種別人口構成 - 白人: 73.95% - アフリカン・アメリカン: 15.27% - ネイティブ・アメリカン: 0.21% - アジア人: 3.25% - 太平洋諸島系: 0.05% - その他の人種: 4.33% - 混血: 2.95% - ヒスパニック・ラテン系: 15.63% 南ノーウォークとノーウォークにアフリカ系アメリカ人が集中している。外国生まれで多いのがコロンビア生まれである。ノーウォーク人口の2.8%、外国生まれの14%となっている。 年齢別人口構成 - 18歳未満: 22.1% - 18-24歳: 7.0% - 25-44歳: 35.5% - 45-64歳: 22.6% - 65歳以上: 12.8% - 年齢の中央値: 37歳 - 性比（女性100人あたり男性の人口） - 総人口: 95.3 - 18歳以上: 91.4 | 世帯と家族（対世帯数） - 18歳未満の子供がいる: 28.5% - 結婚・同居している夫婦: 47.9% - 未婚・離婚・死別女性が世帯主: 12.2% - 非家族世帯: 35.9% - 単身世帯: 28.2% - 65歳以上の老人1人暮らし: 8.7% - 平均構成人数 - 世帯: 2.51人 - 家族: 3.10人 収入と家計（2007年推計） - 収入の中央値 - 世帯: 70,672米ドル - 家族: 83,695米ドル - 性別 - 男性: 46,988米ドル - 女性: 38,312米ドル - 人口1人あたり収入: 31,781米ドル - 貧困線以下 - 対人口: 7.2% - 対家族数: 5.0% - 18歳未満: 9.6% - 65歳以上: 6.3% |

## 政治
ノーウォークはやや民主党の支持が強く、2005年10月時点で活動している登録有権者の比率は共和党に対して1.3となっていた。
| 2005年10月25日時点での政党別有権者登録数 | 2005年10月25日時点での政党別有権者登録数 | 2005年10月25日時点での政党別有権者登録数 | 2005年10月25日時点での政党別有権者登録数 | 2005年10月25日時点での政党別有権者登録数 | 2005年10月25日時点での政党別有権者登録数 |
| 政党                                     | 活動有権者                               | 非活性有権者                             | 登録有権者数                             | 構成比                                   |                                          |
| ---------------------------------------- | ---------------------------------------- | ---------------------------------------- | ---------------------------------------- | ---------------------------------------- | ---------------------------------------- |
| 民主党                                   | 13,626                                   | 109                                      | 13,735                                   | 29.71%                                   |                                          |
| 共和党                                   | 10,029                                   | 84                                       | 10,113                                   | 21.87%                                   |                                          |
| 無党派                                   | 21,447                                   | 188                                      | 21,635                                   | 46.79%                                   |                                          |
| 少数政党                                 | 745                                      | 5                                        | 753                                      | 1.63%                                    |                                          |
| 合計                                     | 45,850                                   | 386                                      | 46,236                                   | 100%                                     |                                          |

## 政府

### 市
ノーウォークはチャーター市である。管理事務所はイースト・アベニュー125にある。市政委員会の委員は15人おり、5人は全市から、10人は5つの選挙区から2人ずつ選ばれている。市長は別の選挙で選ばれ任期は2年間である。市政委員会は毎月第2および第4火曜日に開催される。
市政委員会は市の立法機関である。市の憲章は特定の管理権限を市政委員会のみに与え、その他は市政委員会と市長を合わせたものに付与されている。

### 州
ノーウォーク市からコネチカット州議会に5人の下院議員を送り出している。
上院は1人だけであり、第25選挙区に属している。

### 連邦
アメリカ合衆国下院にはコネチカット州第4選挙区に属し、2003年時点で民主党のジム・ハイムズを選出している。

## 経済
アメリカ合衆国国勢調査局に拠れば、ノーウォークの経済は少なくとも12の産業分野にほぼ等しく広がっている。
| 産業分類コード] | 業種                                  | 事業数 | 売上 ($1000) | 給与 ($1000) | 従業員数      |
| --------------- | ------------------------------------- | ------ | ------------ | ------------ | ------------- |
| 31–33           | 製造業                                | 147    | 1,321,517    | 334,344      | 6,897         |
| 42              | 卸売業                                | 178    | 4,112,214    | 197,187      | 3,053         |
| 44–45           | 小売業                                | 404    | 2,694,568    | 269,868      | 7,455         |
| 51              | 情報産業                              | 95     |              | 93,210       | 1,820         |
| 53              | 不動産業                              | 98     | 83,029       | 18,108       | 443           |
| 54              | 専門職、科学技術                      | 439    | 620,019      | 267,952      | 3,874         |
| 56              | 管理業務 & 支援業務 & ゴミ処理 & 矯正 | 234    | 1,298,440    | 233,201      | 7,824         |
| 61              | 教育産業                              | 32     |              |              | 100–249       |
| 62              | 医療 & 社会支援                       | 275    | 514,877      | 235,061      | 5,528         |
| 71              | 芸術、娯楽 & レクリエーション         | 62     | 70,408       | 21,744       | 908           |
| 72              | 宿泊n & 外食                          | 201    | 134,643      | 34,692       | 2,147         |
| 81              | その他のサービス業                    | 235    | 169,490      | 54,913       | 1,584         |
|                 | 合計                                  | 2,400  | 11,019,205   | 1,760,280    | 41,633-41,782 |

### 大企業
- アプレラ、アプライド・バイオシステムズ・グループ[8] - ノーウォークの旧パーキン・エルマー社を引き継いだ。生命科学産業の機器、試薬、ソフトウェアを開発、販売、サービスしている。持ち株会社アプレラの下にあり、ヒトゲノム・プロジェクトで有名なセルラ・ゲノミックスなどがある。グループ従業員は4,030人、2005年の売上高は18億米ドルだった
- ディアジオ - 北アメリカ・アメリカ合衆国本社がある。世界最大の酒造メーカー
- ドゥーニー & バーク、アパレル製造
- エムカー・グループ Inc. (EME)[9] - フォーチュン500に入る。機械と電気関連建設、エネルギー・インフラと設備サービス、従業員数26,000人（コネチカット州は506人）、2005年の売上高は47米ドルだった
- FactSet Research Systems - 世界的な金融と情報の提供者。世界数万社の基礎的金融データがある。数百のデータベースを組み合わせて独自のオンラインシステムに乗せ、投資分析のために金融データをダウンロード、結合、捜査のツールも提供している。北アメリカ、ヨーロッパ、アジア太平洋に支社があり、その本社がノーウォークにある
- GEキャピタル - 金融とリースサービスの会社
- IMS ヘルス - 薬剤市場情報に関する世界最大の提供者。近年州内のフェアフィールドからノーウォークに本社を移した
- メディア・ストーム LLC[10] - 広告会社
- MBI - ダンベリー・ミントとイースタン・プレスの親会社
- ノースロップ・グラマン・ノーデン・システムズ[11] - ノースロップ・グラマンの事業部
- ペパリッジ・ファーム - 1961年からキャンベル・スープ・カンパニーの事業部
- ブッキング・ホールディングス (BKNG) - 売上高世界第1位のオンライン旅行会社
- ソービー - 1996年に設立され、2000年にペプシコに買収された
- サザンエア - 航空貨物運送業
- スチュー・レナーズ - 旗艦店がウェストポート・アベニューにある
- タウク - ガイド付きツアーとクルーズの運営業者。60以上の国で陸上のツアー、川のクルーズ、大洋クルーズを100近く運営
- タワー・オプティカル - 1932年から観光名所でコイン式望遠鏡を運用する小規模家族経営会社
- トランス・ラックス - リアルタイム・ディスプレーのメーカー。本社はノーウォークだが。工場は別
- ヴァージン・アトランティック航空 - アメリカ本社が市内にある
- ゼロックス - 世界本社が市内にある。世界的なドキュメント・マネジメント会社。プリンター、フォトコピア、デジタル印刷システムなどの製造と販売を行い、コンサル業務も行っている

## 見どころ

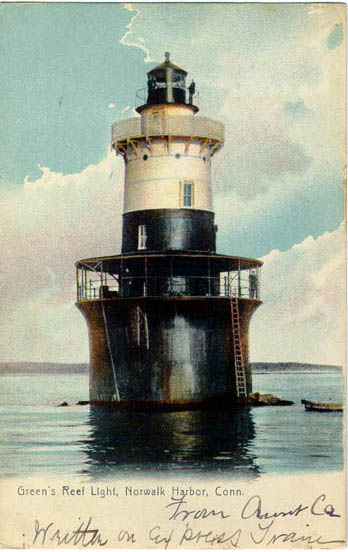
1907年の絵葉書、グリーンズレッジ灯台

- ロックウッド・マシューズ邸宅博物館[12] — 西アベニュー295 — 62室の邸宅、国内で最古かつ精巧な現存第二帝政期様式建築物と見なされている。1971年にアメリカ合衆国国家歴史登録財に指定された。2004年の映画『The Stepford Wives』リメイク版では屋内撮影に使われた
- ノーウォーク海洋水族館、ロングアイランド湾の海洋生物と生態系に特化した水族館
- ミルヒル歴史公園と博物館、歴史的な建物の収集、5月から9月までの週末と、年間は予約で一般公開。ノーウォーク歴史協会が維持
- ノーウォーク諸島、モーターボート、漁船、カヤック、カヌーを利用してバードウォッチャーやキャンパーが利用。日帰りやキャンプが楽しめる
- ノーウォーク博物館[13] — メインストリート北41 — コロニアル復古調建築、元はサウスノーウォーク市役所。現在は閉鎖
- ノーウォーク青年交響楽団、ノーウォーク市役所でコンサートを開催している
- シェフィールド灯台、季節により公開
- ソノ・スウィッチタワー博物館[14]
- The Silvermine Tavern[15]、市内シルバーマイン地区の川沿いにある複合的工場群、レストランは2009年に閉鎖されたが、宿屋はベッド・アンド・ブレックファストなどで利用できる
- ステッピングストーンズ子供博物館、マシューズ公園にあり、ロックウッド・マシューズ邸宅博物館にも近い

## スポーツ
野球とソフトボールが市内で人気があり、多くの世代でリーグが活動している。市内には野球場が4つ、リオtるリーグの野球場が16面ある。夜間照明付きのものもある。
海岸部にあるので、競泳、ボート、釣り、ヨット、ウィンドサーフィン、カヤックなどウォータースポーツが盛んである。ノーウォーク川とノーウォーク港内ではボート競技の行事や組織がある。市民のダニエル・ウォルシュが北京オリンピックの漕艇競技で銅メダルを獲得した。
市内にはゴルフ場が3か所ある。
プロスポーツでは、アメリカン・ナショナル・ラグビーリーグのコネチカット・ワイルドキャッツが本拠地にしている。

## 教育
ノーウォーク公共教育学区には高校3校があり、最古のものは1902年に設立されたノーウォークである。ブリッグス高校は元職業訓練高校であり、他の2校の代替である。
中学校は6校、小学校は12校あり、他にチャータースクールが南ノーウォークにある。
2006年、連邦政府の「落ちこぼれ法」の基準に満たなかった中学校が4校、小学校が9校あった。小学校3校は2年連続だった。これらの学校の生徒は基準を満たしている学校に通う選択肢もある。
私立学校としてはオールセインツ・カトリック学校、モンテッソリ中学校、ウィンストン準備学校、コネチカット・フレンズ学校がある。

### 高等教育機関
- ノーウォーク・コミュニティカレッジ
- ギッブス・カレッジ・ノーウォーク校

## 緊急サービス

### 救急医療
ノーウォーク病院とその救急医療サービスは週7日24時間救急サービスを行っている。その範囲はノーウォーク市内とニューケイナン、ウィルトン、ウェストン、ウェストポートに及んでいる。2008年には市内だけで9,500件、周辺地域で6,000件に対応した。州内でも評価の高い機関である。

### 消防署
ノーウォーク消防署には常勤職消防士120人がいる。市内5か所に分署がある。消防車5台、トラック2台、救急車1台、戦術救急車1台、有害物処理部隊、タンカー1隻、消防艇1隻など多くの特殊器具や部隊を持っている。常に32人の消防士が待機している。年間6,000件を超える要請に対応している。
下表は市内にある分署と器具のリストである。
| 消防車 | トラック    | 特殊部隊           | コマンド隊                   | 住所                          | 地区             |
| ------ | ----------- | ------------------ | ---------------------------- | ----------------------------- | ---------------- |
| 1号    | トラック1号 | 救急1号            |                              | ニューケイナン・アベニュー90  | ブロードリバー   |
| 2号    | トラック2号 | 戦術救急、支援部隊 | 1号車（署長）2号車（副署長） | コネチカット・アベニュー121   | 中央ノーウォーク |
| 3号    |             | 水上部隊238        |                              | バンザント通り56              | 東ノーウォーク   |
| 4号    |             |                    |                              | ウェストポート・アベニュー180 | クランベリー     |
| 5号    |             |                    |                              | メドウ通り23                  | 南ノーウォーク   |

中央ノーウォークには消防機器保守施設があり、有害物処理/クレーン装置、タンカー、予備消防車3台、予備トラック2台、予備救急車2台、予備車両1台などが保管されている。

### 警察署
ノーウォーク警察署は1913年に結成され、現在は警官180人と警察犬3頭がいる。その年間給与は228,269.79米ドルである。

## 年間行事
- ノーウォーク港スプラッシュ![24] は、1995年に始まり、毎年6月に開催している。芸術と工芸品のブース、食品屋台、音楽、パレード、ドラゴンボートレースがある
- セントジョージギリシャ正教会祭、6月初旬に開催され、ギリシャの料理、ギリシア・ポントス舞踊などが出る
- ラウンドヒル・ハイランドゲームズ[25]、スコットランド文化と競技の祭、1923年にグリニッジで始められたが、第二次世界大戦で中断され、1952年に再開された。7月4日頃にノーウォークのクランベリー公園で開催されている。2006年の83回目は4,000人の観衆が集まり、バグパイプの演奏やケイバー・トス、ハンマー投げが行われた。競技者は毛織のキルトを着用することが多い。子供のための競技もある。食事やスコットランドの物品が販売される。国内で3番目に古いスコットランドのゲーム祭だとされている[26]
- ソノ・アート祝典[27]、毎年盛夏に開催される
- カヤック・フォー・ア・コーズ、2000年から夏にカーフパスチャー海浜で開催される寄付金集めの行事
- ノーウォーク牡蠣祭、レイバーデイの後の最初の週末に開催
- ノーウォーク・ボートショー[28]、9月下旬に開催
- ロックウッド・マシューズ邸宅博物館では1978年からアンティーク・ショーを開催している。2006年には10月の最終週末に開かれ、コネチカット州だけでなく、オハイオ州やペンシルベニア州からディーラーが集まった[29]

### アメリカ合衆国国家歴史登録財

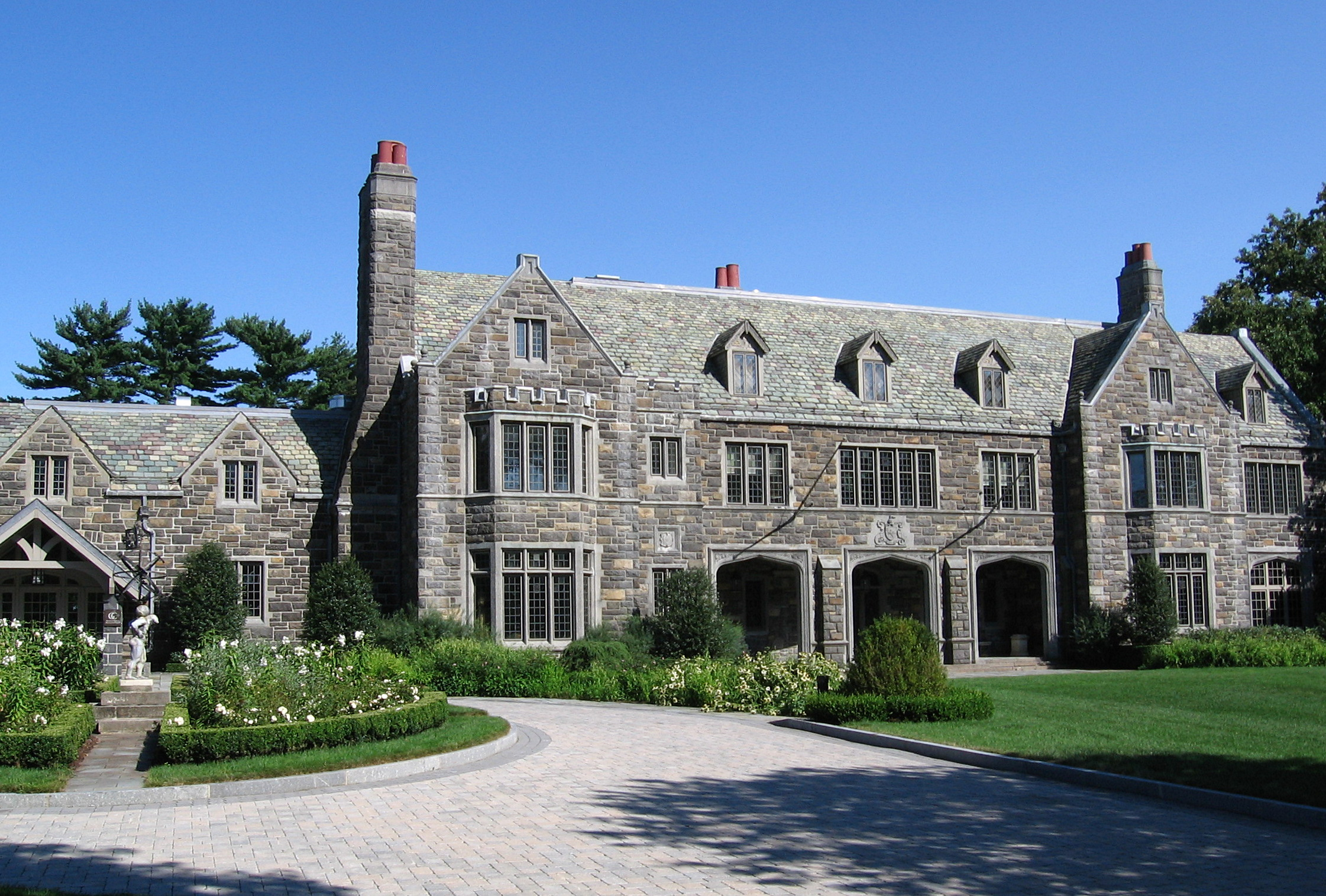
ローウェイトンにあるロックレッジ荘園

ノーウォークにありアメリカ合衆国国家歴史登録財に登録された場所や地区として、ノーウォーク・グリーン歴史地区がある。この地区には連邦様式、ギリシャ復古調、ビクトリア様式後期の建築が見られる。
また「元ジョセフ・ロス社ビル」がある。床面積133,000平方フィート (12,400 m2) のこの建物は1980年代半ばにアパートに改装され、「時計塔クローズ」と改称された。高さ85フィート (26 m) のロマネスク様式時計塔がある。
その他にロックウッド・マシューズ邸宅、ローウェイトンにあるロックレッジ荘園、ノーウォーク博物館、3つの灯台、ベス・イスラエル・オブ・ノーウォーク/ウェストポートに1906年に建てられたムーア復古調建物、さらにグリーンレッジ灯台がある。最近登録されたものに「ビレッジ・クリーク」があり、人種統合されたことでは国内最初期の町である。

## メディア
市内では日刊紙2紙、週刊紙1紙、大企業系専門的ニュースサイトと独立系専門的ニュースサイト各1つが発行されている。
「ジ・アワー」は独立系新聞であり、1871年に発刊された。「ジ・アドボケイト」はハースト・コーポレーションに属し、市内の局でノーウォーク版を発行していたが、その後閉鎖され、やはりハーストが所有する週刊紙「ノーウォーク・シティズン・ニューズ」にも掲載される記事を提供している。ノーウォーク・パッチはAOLが所有するニュース部門である。「ノーウォーク・デイリーボイス」が市内に本社を置いている。
ニューズ12コネチカットはコネチカット州南西部の出来事をカバーする24時間地域ニュース・チャンネルである。レインボウ・メディア・ホールディングスの一部であるケーブルビジョンが所有運営している。
ローウェイトンではニューケイナン・ダリーン&ローウェイトン・マガジンがあり、もフリー・パブリケーションズが所有する月刊誌である。

## 交通

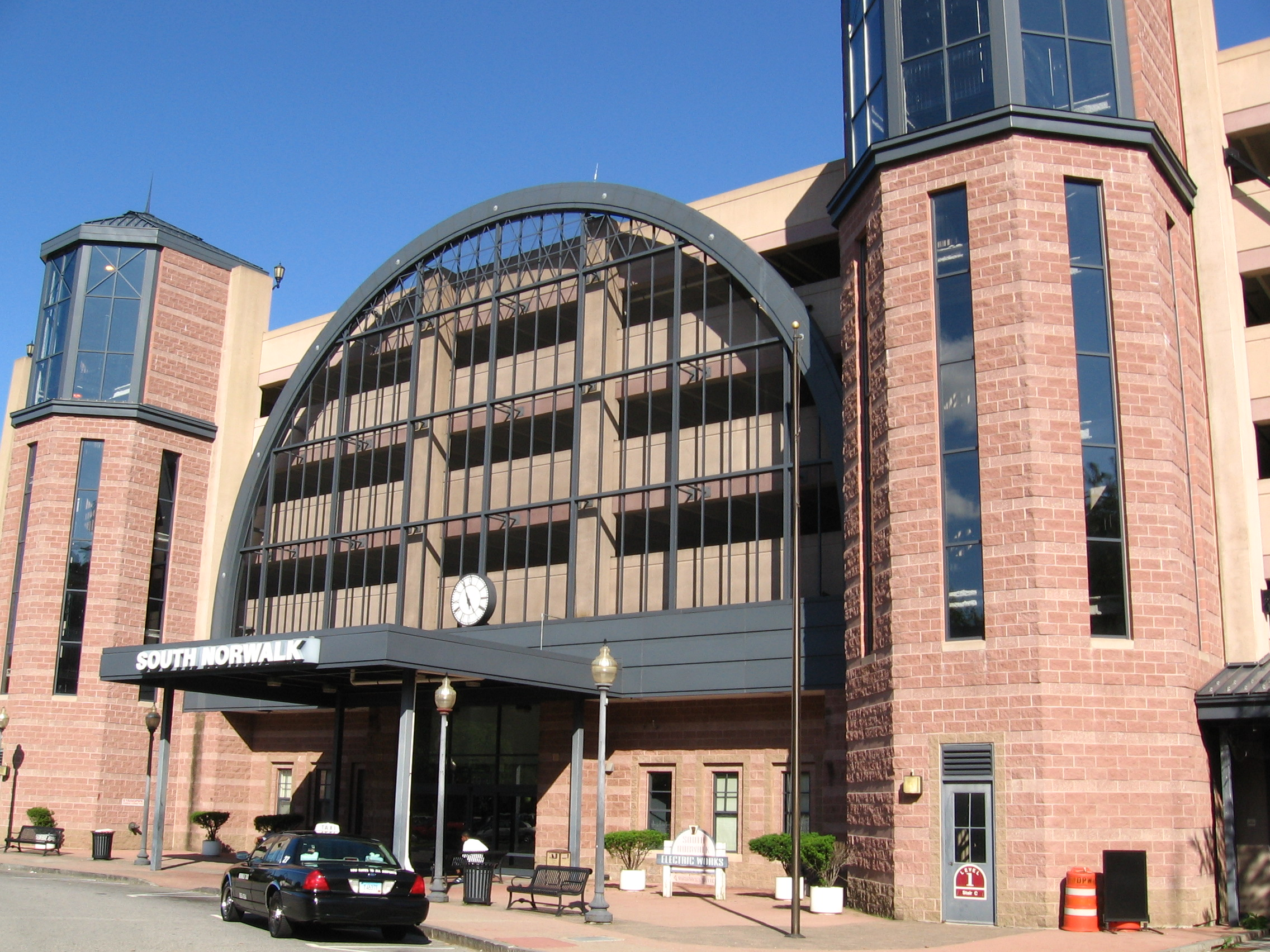
サウス・ノーウォーク駅

### 鉄道
メトロノース鉄道の幹線であるニューヘイブン線とダンベリー支線がノーウォークを通って運行されている。市内には駅が4つありニューヨーク市、スタンフォード市、ブリッジポート市、ニューヘイブン市に直結して旅客と通勤客を運んでいる。
ノーウォークの中心駅はサウス・ノーウォーク駅である。ダンベリー支線が分岐している。ローウェイトンとイースト・ノーウォーク駅も本線の駅だが小規模な駅である。メリット7駅はダンベリー支線の駅である。ノーウォーク川に架かるニューヘイブン線の橋は、国内唯一の4車線跳ね橋である。
アムトラックの列車はノーウォーク市内には停まらない。アムトラックの一番近い停車駅はスタンフォードとブリッジポートである。コネチカット州交通省の海岸線東旅客サービスの列車もノーウォークを通っているが、サウス・ノーウォーク駅で数便が停まるだけである。海岸線東旅客サービスの列車はスタンフォードとブリッジポートでも停車する。
貨物列車はCSXトランスポーテーションとプロビデンス・アンド・ウースター鉄道が運行している。週日には200以上の列車が通過している。

### バス
公共交通は主にノーウォーク交通地区の "WHEELS" バスが担当している。市内とウェストポートに広範な路線を運行しており、またノーウォーク交通地区コネチカット州南西部全体も担当している。州がスタンフォード部門の一部としてコネチカット交通海岸リンクバスを運行している。

### 航空
市内には定期航空便が無いが、近くのニューヨーク市にはラガーディア空港やジョン・F・ケネディ国際空港がある。ニュージャージー州ニューアーク市のニューアーク・リバティー国際空港、ニューヨーク州ウエストチェスター郡のウェストチェスター・カウンティ空港、ニューヨーク州ニューバーグのスチュワート国際空港、コネチカット州ウィンザーロックスのブラッドレー国際空港（ハートフォード近く）も利用できる。一般用途空港としてはダンベリー市民空港、ストラットフォードのシコルスキー記念空港、ニューヘイブンのトゥィード・ニューヘイブン地域空港がある。

### 道路
州間高速道路95号線がノーウォーク市内を横切り、出口が幾つかある。メリット・パークウェイも市内を通っている。どちらも南北方向路の指定だが、市内では東西方向路である。南北方向にはアメリカ国道7号線があり、州間高速道路95号線から北に伸びている。メリット・パークウェイとのインターチェンジがあるが、環境運動家がこの2本のフルインターチェンジ建設を阻止したために、ニューヨーク市に向かう南行きのみである。市内北部では自動車専用道から通常の地上道路に変わり、分離帯があるだけである。当初は州間高速道路95号線からダンベリーで同84号線とを繋ぐ「スーパー7号線」の建設を目指したが、環境運動家と緩りとした成長提唱者がその建設を阻止してきた（ただし、コネチカット州は高速道路建設のための土地を所有している）。その他にコネチカット州道53号線、同123号線、同136号線が通っている。
ノーウォーク川に架かる州道123号線の橋は2007年8月から2008年8月に架け替えられた。これは州南西部で行われた安全検査で評価が低く危険な状態にあるとされた12橋に入っていたからだった。

## 公共事業
電力はノースイースト・ユーティリティのコネチカット照明電力会社部門が提供している。ただし、サウスノーウォークと東ノーウォーク地区は土地の電力会社がある。これらの地区の住人は地区から使用料を請求される。地区は電力を購入して地区内に配電している。送電線と電力メーターは地区が雇用している係員によって維持されている。これらの地区は6つのメンバーで構成するコネチカット自治体電力エネルギー協同組合に属する電力部であり、消費者のために安い価格で電力を購入している。このような自治体電力組合は1890年代からあり、アルバート・A・ウィンチェスターがその初期の強力な推進者だった。1891年、ウィンチェスターはサウスノーウォーク市の発電所を設計しており、その名残が現在のサウスノーウォーク駅前、マーティン・ルーサー・キング・ジュニア・ドライブ沿いにある。
マンレッサ島の新しい発電所（ハーバービュー地区の近く）が現在も発電している。この発電所は当初石炭焚きだったが、石油焚きに転換された。21世紀初めの10年間までコネチカット照明電力会社部門が操業していたが、現在は他の会社に操業委託している。東ノーウォーク地区は2004年に3台のディーゼル発電機をノーデンプレースに設置した。これは当初非常用発電機として免許が降りていた。2008年夏までにこの発電能力6メガワットの発電機は通常の送電網に組み入れられた。
2007年と2008年、ミドルタウン・ノーウォーク送電線の建設でボストンポスト道路の交通が妨げられたが、この送電線が完成すると、コネチカット照明電力会社部門がフェアフィールド郡下流部に追加電力を供給できるようになった。さらにマンレッサ島からロングアイランドまで、高圧海中送電線が通り、ロングアイランド電力公社の消費者に電力を供給している。
天然ガスはノースイースト・ユーティリティの子会社ヤンキー・ガスが提供している。
上水はウィルトンにある貯水池からアクアリオン上水会社が提供している。地区によっては地元の上水提供者として地区が機能している。

## 著名な出身者
- アンディ・ルーニー、CBSニュースのドキュメンタリー番組「60 Minutes」でコメンテーター、その死までローウェイトンに住んだ
- フィリップ・カプート、著作家
- A・スコット・バーグ、伝記作者、ノーウォークで生まれた
- ジョニー・グルエル、画家、著作家、人形「ラガディ・アン&アンディ」の制作者、ノーウォークに住んでいたが、ウィルトンに移転した
- アーティ・ショウ、ビッグバンドの作曲家、1950年代にノーウォークに住んだ
- ホレス・シルヴァー、ジャズピアニスト、ノーウォーク生まれ
- ジョン・サイモン、音楽プロデューサー、ノーウォーク生まれ[39]
- クリス・ウェビー、漫画家、ノーウォークで生まれ育った
- ヴィンス・メンドーザ、作曲家、グラミー賞を4回受賞、ノーウォークで生まれ育った
- カルヴィン・マーフィー、NBAバスケットボール選手、バスケットボール殿堂入り、ノーウォークで生まれた
- モー・ボーン、メジャーリーグベースボール選手、ノーウォークで生まれた
- ボブ・ミラー、アメリカンフットボール選手、ノーウォークで生まれた
- ジョン・D・マグラス、第二次世界大戦で名誉勲章
- ダニエル・J・シー、ベトナム戦争で名誉勲章

## ノーウォークで撮影された映画
その一部または全部がノーウォークで撮影された映画を、新しいものから順に下記に示す。	
- 『31年目の夫婦げんか』（2012年）[41]
- "Best Laid Plans"（2009年）
- 『お買いもの中毒な私!』（2009年）[42] — サウスノーウォークのワシントン通り沿いで撮影された
- "Old Dogs"（2009年）
- "Birds of America"（2008年）[43]
- 『ロード・トリップ パパは誰にも止められない!』（2008年） — 2007年7月半ばに、元ノーウォーク警察本部ビル、メリット・パークウェイと国道7号線の接続路付近で撮影[44]
- 『 弾突 DANTOTSU』（2008年）
- 『レボリューショナリー・ロード/燃え尽きるまで』（2008年）[45]
- "Righteous Kill"（2008年）
- "The Six Wives of Henry LeFay"（2008年） - 2007年に、ノーウォーク・センターのウォールストリートで撮影[46]
- "Wetlands Preserved": The Story of an Activist Nightclub（2008年）
- "Freezer Burn"（2007年）
- ダイアナの選択（2007年）、ユマ・サーマン主演、2006年8月にノーウォーク・コミュニティカレッジで撮影[47]
- "Henry May Long"（2006年） — ロックウッド・マシューズ邸宅で撮影
- "Satan's Little Helper"（2004年）
- 『ステップフォード・ワイフ』（2004年）[48]、1975年版のリメイク
- 『私の愛情の対象』（1998年）
- 『ステップフォード・ワイフ』（1975年）[49]

### テレビ映画
- "For One More Day"（ABCテレビ、2007年12月放映） — 2007年7月にブロード通りで撮影[50]
- "To All My Friends On Shore"（1972年）[51]
- "House of Dark Shadows"（1970年） — ロックウッド・マシューズ邸宅で"廃棄された修道院"のシーンを撮影[52]

## 大衆文化の中で
- J・D・サリンジャーの小説『ライ麦畑でつかまえて』で、ホールデン・コールフィールドの両親がノーウォークでパーティに出席し、その夜にホールデンがアパートにこっそり入って妹のフィービーを訪れる[53]
- ジョナサン・フランゼンの小説『The Corrections』では、チップ・ランバートがノーウォークのダンキン・ドーナッツで「12時間寝ずの番」をする（近くのウェストポートのメリッサ・パケットのストーキング）

## 姉妹都市
- ニカラグア、ナガロテ、1986年より[54]

### 市政府
- City of Norwalk official web site - 公式サイト
- Norwalk Public Library system web site

### コミュニティ関連
- Norwalk Chamber of Commerce
- Norwalk Seaport Association, Sponsors of the annual Oyster festival (a 3-day carnival usually held the 2nd weekend of September) and other local heritage events
- Web page about the Soldiers' and Sailors' Monument at the intersection of Washington Street and Martin Luther King Drive
- Norwalk Connecticut Exchange Club

### その他
- Facts about Norwalk
- Fairfield County Business Journal slideshow
- Norwalk Transit District routes, maps, guides, timetables.